# Triaeris nagarensis
Triaeris nagarensis là một loài nhện trong họ Oonopidae.
Loài này thuộc chi Triaeris. Triaeris nagarensis được B. K. Tikader & M. S. Malhotra miêu tả năm 1974.